# Janata Dal (Secular)
Pour les articles homonymes, voir JDS.
Le Janata Dal (Secular) ou JDS est un parti politique indien. Dirigé par l'ancien premier ministre Haradanahalli Dodde Deve Gowda, le JD(U) est issu d'une scission du Janata Dal en 1999. Il est principalement présent au Karnataka et au Kerala (où il fait partie du Front démocratique de gauche). 